# Огун (Marvel Comics)
Огун (англ. Ogun) — суперзлодей американских комиксов издательства Marvel Comics, созданный сценаристом Крисом Клэрмонтом и художником Элом Милгромом. 
Наиболее известен как мастер-ниндзя и враг супергероя-мутанта Росомахи. Они познакомились во времена Второй мировой войны, после чего Огун стал сэнсэем Росомахи, однако впоследствии поддался одержимости обретения бессмертия, ради которого обратился к тёмной магии.

## Вне комиксов

### Телевидение
Джеймс Си озвучил Огуна в мультсериале «Росомаха и Люди Икс» (2009).

### Кино
В фильме «Росомаха: Бессмертный» (2013) появляется оригинальный персонаж Итиро Ясида, роль которого исполнил Хэл Яманучи, в то время как Кен Ямамура сыграл молодую версию персонажа. Он представляет собой собирательный образ из Огуна и Серебряного Самурая. Итиро — основатель технологической империи клана Ясида, отец Сингэна Ясиды, дед Марико Ясиды и приёмный отец Юкио. Во время Второй мировой войны, в день, когда США сбросила атомную бомбу на Нагасаки, японский солдат Итиро был спасён Логаном, после чего стал одержим его исцеляющим фактором. Годы спустя, умирающий от рака Ясида разыскал Логана и попытался убедить его передать ему исцеляющий фактор, и, получив отказ, скончался на следующий день. На самом деле Итиро сфальсифицировал свою смерть и поручил Гадюке помочь ему разработать гигантский роботизированный костюм из адамантия, вооружённый катаной и вакидзаси, способным перегреться, чтобы с его помощью украсть силы Логана. После устранения своего исполнителя Кенуитиё Харады за предательство, Итиро отрезает адамантиевые когти Логана и извлекает его лечебный фактор. Тем не менее, Марико использует когти, чтобы напасть на Итиро, который теряет контроль над своим костюмом, в то время как Логан восстанавливает свои оригинальные костяные когти и убивает его.